# Aleuroplatus vaccinii
Aleuroplatus vaccinii là một loài côn trùng cánh nửa trong họ Aleyrodidae, phân họ Aleyrodinae.
Aleuroplatus vaccinii được Russell miêu tả khoa học đầu tiên năm 1944.